# 西康省氣象觀測台
西康省氣象觀測台位於四川省雅安市雨城區，文物遺址年代判定為1955年。2012年7月16日公佈為四川省文物保護單位。西康省氣象觀測台位於四川省雅安市雨城區環山路8號。始建于1954年，於1955年竣工。由日本設計師設計。建築方向175。，建築面積為111.54平方米。該建築為四層磚混結構確樓式建築，通高17米。第一層面闊14米，進深7.8米，為油機室、氣壓室和值班室。第二、三、四層為資料室。各層用鋼架弦梯貫通。該建築設計精良，結構穩固，並將防震理念貫穿於設計和施工方案中。所有的門均設計為遇震即開。西康省氣象觀測台是當地保存最好的一座確樓式建築，為地方建築史的研究提供了珍貴的實物資料，具有較高的科學研究價值。2011年，西康省氣象觀測台先後被雅安市人民政府和商城區人民政府公佈為市、區級文物保護單位。